# Vendeuil
 Vendeuil  là một xã ở tỉnh Aisne, vùng Hauts-de-France thuộc miền bắc nước Pháp. 
http://www.vendeuil02.fr